# Коала велетенський
Коа́ла велете́нський (Phascolarctos stirtoni) — великий ссавець Австралії з роду коала (Phascolarctos) з підкласу сумчастих, що мешкав у Австралії в епоху плейстоцену.

## Опис
Був частиною Австралійської мегафауни. Його рештки у 20-х роках виявлені у штаті Квінсленд, а потім у штаті Вікторія. Розповсюдження цієї тварини не відоме. Лише є відомості про її життя у східній частині Австралії. 
Велетенський коала мав зріст близько 1 м, а вагу від 29 до 50 кг. Як і сучасний вид, велетенський коала також харчувався гігантськими евкаліптами. Ворогів у нього не було. Вимер він близько 50 тисяч років тому. Напевне внаслідок зміни клімату.